# Eremopedes scudderi
Eremopedes scudderi är en insektsart som beskrevs av Cockerell 1898. Eremopedes scudderi ingår i släktet Eremopedes och familjen vårtbitare. Inga underarter finns listade i Catalogue of Life.